# Pachymenes alfkeni
Pachymenes alfkeni är en stekelart som först beskrevs av Adolpho Ducke.  Pachymenes alfkeni ingår i släktet Pachymenes och familjen Eumenidae. Utöver nominatformen finns också underarten P. a. johnsoni.